# 루도비쿠스 2세 이우니오르
루도비쿠스 2세 이우니오르(라틴어: Ludovicus II Iunior, 독일어: Ludwig II, 이탈리아어: Ludovico II il Giovane , 825년 11월 1일 – 875년 8월 12일)는 845년부터 약 30년 동안 신성 로마 제국 황제였다. 처음 10년간은 아버지 로타르 1세와 공동 통치하였다. 839년에는 이탈리아 군주라는 직함을 갖고, 844년부터는 실제로 롬바르디아의 왕이었으며, 850년에는 공동 황제가 되었다. 855년 9월 부왕의 은퇴로 단독 황제가 되었다.
루도비쿠스 1세 피우스의 손자이자 황제 로타리우스 1세의 맏아들로 839년부터는 이탈리아 왕으로 봉해졌고 844년 6월 15일 로마에서 교황 세르지오 2세에 의해 롬바르디아의 왕으로 정식 대관식을 치렀다. 루트비히 2세는 막강한 권력을 소유한 채 그리스와 사라센 그리고 해적들을 물리쳤다. 그는 사라센의 침략으로 무정부상태가 된 이탈리아 정부의 혼란을 수습하고, 독자적 정권을 수립하려 했으나 실패한다. 그는 재위기간 내내 사라센족에 시달림을 당해 동로마 제국에 도움을 청하기도 했다. 그러나 동로마 제국에서는 그의 황제 칭호 사용에 대해 문제삼아 외교 갈등으로 비화되었다. 끝내 남자 후계자를 남기지 못하고 사망하여, 그의 사후 이탈리아의 영유권 및 황제 칭호를 놓고 분쟁의 원인이 된다. 같은 이름을 가진 동프랑크의 국왕인 삼촌과 구분을 위해 삼촌을 독일왕 루트비히, 조카를 이탈리아왕 루트비히로 구별하기도 한다.
살아생전 그는 로마인의 황제라 칭했지만, 실제로 그는 이탈리아의 황제로 불렸다. 그는 끝까지 자신을 로마인의 황제(Imperator Romaorum)라 하였지만, 동로마 제국에서는 그를 인정하지 않아 프랑크의 황제(Basileus Phrangias)라 칭하였다. 서프랑크 왕국에서도 그를 이탈리아의 황제로 불렀다. 베르가모의 역사가 안드레아스는 "그의 죽음 이후 이탈리아에 큰 환란이 왔다."고 평하기도 했다.

## 생애

### 어린 시절

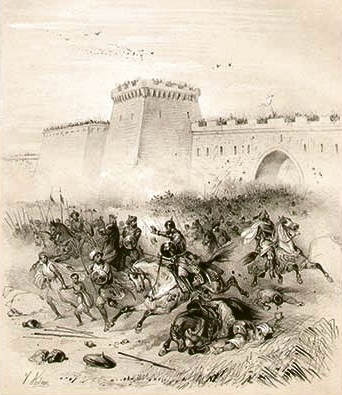
871년 바리 전투에 출정한 루트비히 2세

루트비히 2세는 825년 11월 1일 이탈리아 북서부 게디(Ghedi)에서 로타르 1세와 투르 백작 후고의 딸 투르의 이르멘가르트의 아들로 태어났다. 그에게는 친형제인 로타르 2세, 프로방스의 샤를, 그리고 일찍 요절한 카를로만 등의 남자 형제들이 있었다. 그는 같은 이름의 삼촌과 구별하여 황제 루트비히, 이탈리아인 루트비히로도 부른다. 또한 청년 루트비히라는 별칭으로도 부르지만, 같은 별명의 사촌 작센 군주 루트비히 3세와의 구별을 위해 통상 이탈리아인 루트비히라 칭하기도 한다.
유년 시절 그는 할아버지인 경건왕 루트비히의 궁정에서 성장한 것을 제외하고는 839년 이전의 이탈리아인 루트비히의 행적에 대해서는 알려진 것이 없다.
그는 루트비히 1세의 손자이자 황제 로타르 1세와 투르의 이르멘가르트의 맏아들로 태어났다. 동생인 샤를은 프로방스와 부르군드를, 동생 로타르는 로렌 지방을 분봉받았다. 언젠가 그는 아버지 로타르 1세에 의해 롬바르드 공작 직에 임명되었다. 839년부터는 부왕 로타르 1세에 의해 이탈리아의 공동 국왕으로 봉해졌다. 즉위 초, 840년 이탈리아 내의 무슬림과 연합한 사라센인들의 공격을 받았다.
840년 사라센인들은 이탈리아 남부 풀리아를 공략하여 타란토를 함락시켰다. 타란토는 주민들 전원이 이미 다른 지역으로 대피한 상태였고, 타란토는 이후 당분간 지도상에서 사라졌다.

### 이탈리아 왕

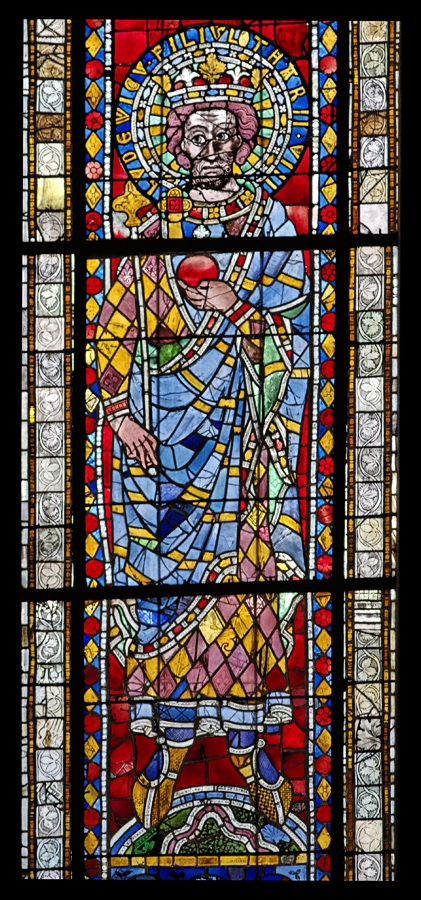
알자스의 스트라스부르크 노트르담 성당의 북쪽 통로의 스테인드 글라스에 새겨진 루트비히 2세 (1210년~1270년경 사이에 제작)

그는 로마에서 황제의 권리를 주장했으나 교황 세르지오는 단호히 거절했고, 844년 6월 15일 롬바르드의 왕으로 즉위하였다. 이후 세르지오가 죽고 후임이 된 교황 레오 4세에 의해 850년 4월 6일 로마에서 황제로서의 대관식을 치러, 아버지 로타르 1세와 공동황제가 되었다. 이듬해에는 스폴레토 공작 아델히스 1세의 딸 엥겔베르가(Engelberga)와 결혼했고, 엥겔베르가 사후 851년 삼촌인 독일왕 루트비히의 딸 이르멘가르트와 결혼하였으나 아들이 없었다. 이르멘가르트에게서 얻은 같은 이름의 딸 이르멘가르트는 프로방스의 유력 귀족인 보소(Boso V)에게 출가하였다. 그밖에 이탈리아인 루트비히는 낭트의 엥겔베르가와 사실혼 관계였지만 아버지 로타르 1세의 반대로 결국 결혼하지 못했다. 루트비히는 851년 10월 5일 스폴레토의 공작 아델히스의 딸 이르멘베르가와 재혼하였다.
그가 롬바르드에서 결혼식을 올리는 동안 시코눌프의 영향력 하에 있던 칼라브리아가 다시 무슬림 군대에 의해 함락되었다.
845년부터 이탈리아인 루트비히는 자신이 이탈리아를 직접 경영하기 위해 원정을 나섰다. 850년 그는 남 이탈리아로 진격하여 849년부터 서로 다투던 베네벤토의 공작 라델히스 1세(Radelchis I)와 경쟁자 살레르노의 공작 사이코눌프(Siconulf) 사이의 평화협상을 강제로 하게 했다. 850년 공동황제로 즉위한 직후, 루트비히는 다시 베네벤토의 롬바르드인 공작 라델히스 1세, 살레르노의 공작 사이코눌프와 평화협정을 체결하였다. 루트비히의 중재는 롬바르디아 공국을 분할하여 베네벤토의 라델히스 1세와 사이코눌프가 나눠 갖고, 살레르노를 독립 공국으로 인정하라는 것이었다. 그러나 이들은 루트비히의 중재를 거부했고, 라델히스 1세에게는 당시 사라센인 용병이 없었다. 이 무렵 시칠리아에는 사라센 군이 쳐들어왔지만 시칠리아는 겨우 사라센 군을 격퇴하였다.

### 북부 이탈리아 제어
851년 루트비히는 이탈리아에 독립 정부 수립을 계획하였다. 850년부터 866년 그는 사라센의 침입으로 사실상 무정부상태화 된 롬바르디아 왕국의 정국혼란을 수습하고 독자적 정권을 수립하려 했다. 그 첫 시작으로 850년 그는 이탈리아 남부 풀리아를 공략하였으나 실패하였다. 그는 즉위 기간 내내 로마 지역 문제에 신경써야 했고, 다른 프랑크 지역의 주권은 사실상 포기하게 되었다.
이탈리아인 루트비히는 바로 이탈리아 남부 지방의 갈등을 해결하고자 남부로 내려가 베네벤토 공작 라델히스 1세(Radelchis I)와 살레르노 공작 시코눌프(Siconulf) 사이에 협상을 요구했다. 이탈리아인 루트비히의 중재로 롬바르디아 지역이 분할되었고 라델히스 1세(Radelchis I)에게는 그의 베네벤토 영지 이외에 롬바르디아를 분할한 일부 영지를 그의 몫으로 주고, 살레르노 공작 시코눌프에게는 살레르노를 독립 공국으로 승인한다는 조건을 제시하여 양자간 갈등을 봉합하였다.
851년 10월 5일 수포니드 가문 출신 스폴레토 공작 아델히스 1세의 딸인 낭트의 엔겔베르가와 결혼하였다. 그의 처가인 수포니드 가문과, 그밖에 이탈리아의 다른 귀족가문인 운로키데스 가문은 이탈리아 내 카롤링거 왕조의 주요 가신 가문들이었다. 그밖에 이탈리아인 루트비히는 프랑크의 귀족 가문을 북부와 중부 이탈리아로 일부 이주시켰다.
851년부터 852년 사라센 족들은 계속 이탈리아로 쳐들어왔고, 몬테 카시노와 생 빈센초의 수도원을 약탈했다. 그는 바리 지역을 겨우 탈환하였다. 루트비히는 베네벤토 공국과 수도원 인질에 대한 몸값을 사라센인들에게 지불하고, 되찾아와야 했다. 그러나 866년부터 871년 사라센군은 다시 쳐들어온다. 853년 12월 루트비히는 교황 레오 4세의 비난을 피해 파비아에서 제국의회를 개최하였다. 루트비히는 이탈리아에서 분쟁을 조정하고 853년 반란을 일으킨 살레르노의 섭정 페트로를 살레르노의 공작으로 인정해 주었고, 사라센 용병들의 반란을 무자비하게 진압하였다.
853년 12월 살레르노 공작 페트로의 섭정이 되었다.
루트비히는 이탈리아의 북부와 중부에서 자신의 존재를 재확인시키고, 북부 지역을 제어하려 하였다. 이브레아의 후작인 베렝가르나 스폴레토의 수포니드 가문 출신 공작들, 토스카나의 아달베르트 1세 등은 카롤링거 왕가의 봉신임을 고백하고, 그에게 충성을 맹약하였다.

### 황제 즉위 이후

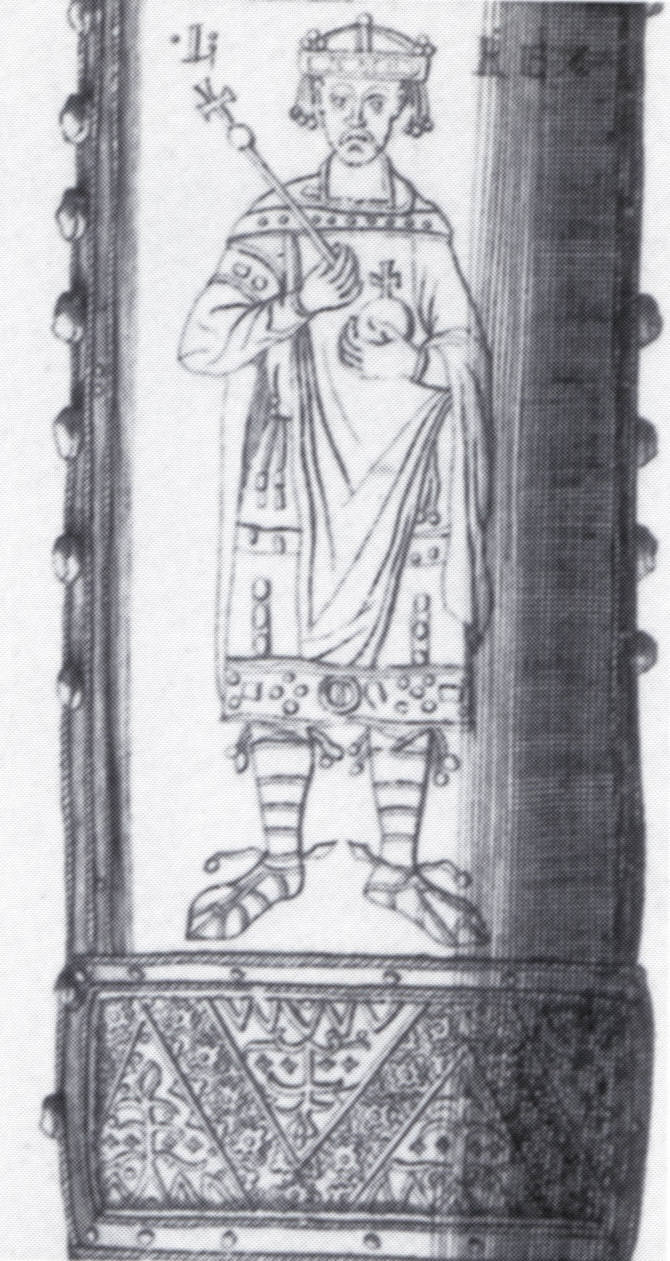
루트비히 2세

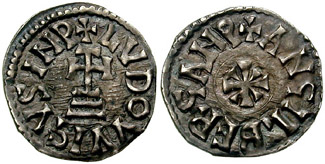
아델히스에서 발견된 루도비쿠스 2세 시대의 데나리온 동전

855년 아버지 황제 로타르 1세가 사퇴하고 프륌의 수도원에 들어가면서 그는 단독황제가 되었으나, 그는 다른 프랑크 왕국들에 대한 종주권 포기를 선언하였다. 그러나 루트비히는 자신의 영토가 이탈리아에 한정되어 불만이 많았고 삼촌 독일왕 루트비히와 연합하여 친동생인 로타링기아의 왕 로타르 2세와 또 다른 삼촌인 대머리왕 카를에 대항하였다. 그러나 858년 니콜라오를 새로운 교황에 임명하는 데 성공하자 동생 로타르와 화해하고 동생의 이혼을 도와주는 조건으로 영토의 일부를 양도받았다.
863년 셋째 동생 샤를이 죽자 루트비히는 프로방스를 자신의 영토로 만들었고, 프로방스의 국왕 직책과 부르고뉴, 리옹, 비엔나 등을 차지했다. 샤를은 자신의 후계자로 둘째 형 로타르 2세를 지목하고 죽었으므로 로타르는 반발했다. 이탈리아인 루트비히와 로타르 2세의 갈등은 루트비히가 부르고뉴의 일부를 받는 선에서 합의롤 보고 종결되었다. 이듬해에는 동생 로타르 2세의 이혼과 관련하여 동생 로타르 2세의 편을 들어 교황 니콜라오 1세와 충돌을 빚었다.
프로방스에 갈 수 없었던 루트비히는 대리인으로 아달베르트 백작을 파견하여 프로방스를 통치하게 했다.
그는 로타르 2세의 이혼을 합법화한 독일 대주교들을 지지하였고, 이를 반대하는 교황 니콜라오 1세를 응징하기 위해 864년 2월 군대를 이끌고 교황 니콜라오 1세에게 면직된 대주교들과 로마를 방문했다. 그러나 곧 루트비히는 열병에 걸리는 바람에 교황과 휴전하고 로마를 떠나야 했다. 루트비히는 이탈리아의 질서를 회복하고자 했지만 이탈리아의 귀족들의 다툼과 사라센의 침략으로 고전을 면치 못했다. 이후 로타르와 화해하고 로타르는 그에게 쥐라산맥 남쪽의 땅을 선물로 주었다. 864년 로타르 2세는 루트비히에게 샤를의 영지 일부를 요구했다. 그는 로타르 2세의 요구를 받아들여, 샤를의 영토 중 부르고뉴를 로타르에게 넘겨주었다.
로타르 2세가 자신의 아들을 낳아준 발트라다와 재혼하려 하자, 864년 로타르 2세의 재혼에 찬성하여 로마를 방문, 교황 니콜라스 1세에게 로타르 2세의 결혼을 허락해달라고 강요하였다.
그러나 869년 로타르 2세가 죽었을 때는 병을 앓고 있어 루트비히는 결국 로타르의 영토 처리문제에 개입하지 못했고, 삼촌 루트비히 독일인과 대머리 카를이 나눠갖게 된다. 대머리 카를은 로타링기아의 동쪽 베스트팔리아를, 독일인 루트비히는 프랑코니아(프랑켄)을 차지했다.

### 사라센의 침공

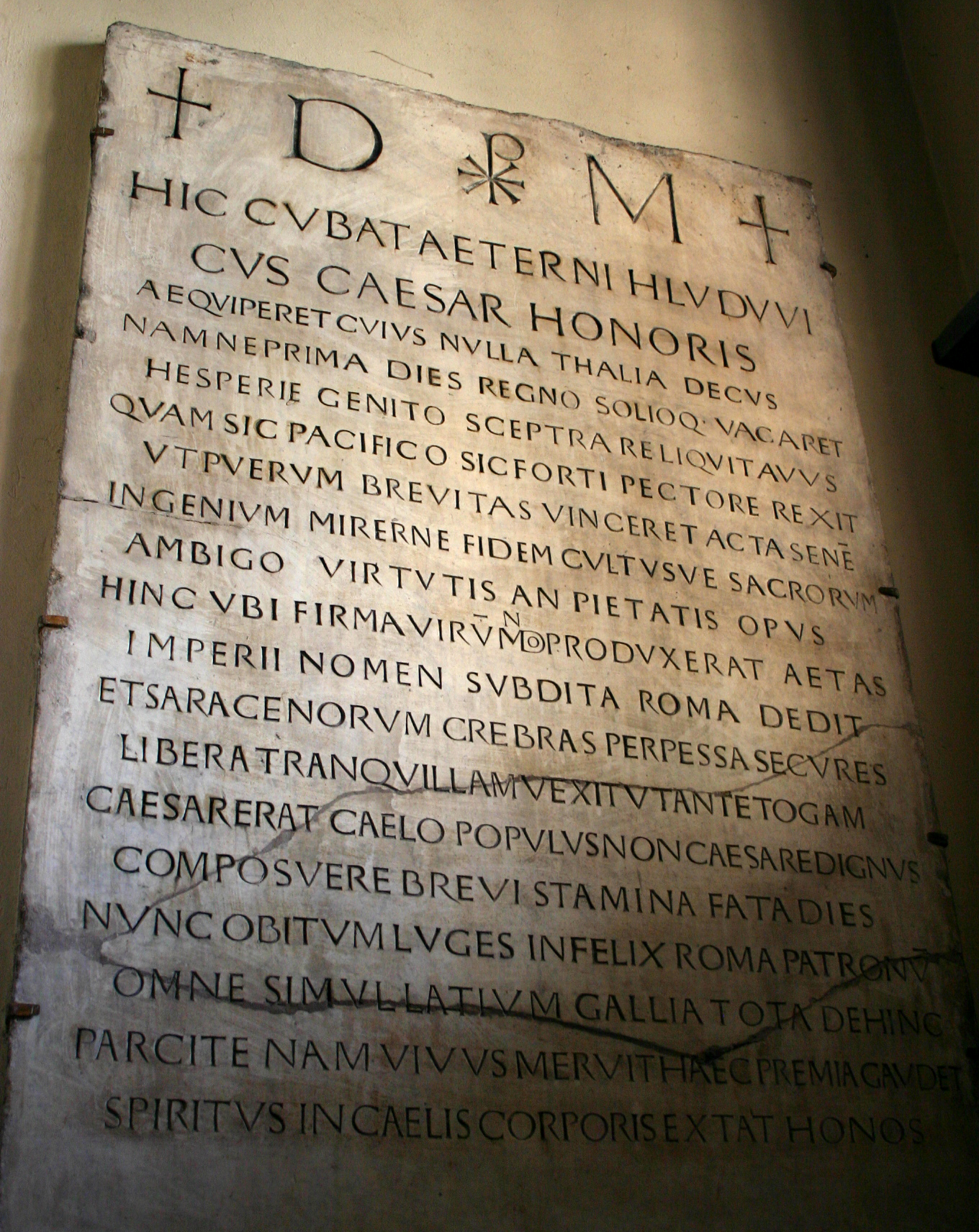
루트비히 2세의 묘비 (밀라노)

866년부터 871년 사라센 족은 다시 이탈리아를 침공하였다. 바리 일대에 정착하기 시작한 사라센인들은 아드리아만까지 영향력을 확장했고, 이후 이탈리아 남부 및 지중해 일대를 약탈했다. 루트비히는 동로마 황제 바실리우스와 동맹을 체결하고, 공동으로 사라센 족과의 전쟁에 돌입했다. 이탈리아인 루트비히는 866년부터 871년까지 계속 남부 이탈리아에 체류하였다. 이탈리아인 루트비히는 직접 프랑크족 보병부대와 기병, 그밖에 동로마 제국에서 파견한 기병대를 지휘하며 바리 요새를 공략했다.
그는 사라센의 침략에서 이탈리아를 수호하기 위해 교황 요한네스 8세와 동맹을 체결하였다. 866년 사라센 군대가 쳐들어왔고, 그는 동맹 내지는 지원 요청할 대상을 알아보았다. 866년부터 그는 사라센 침략군을 완전히 격퇴하려고 했지만, 병력과 함대가 부족하여 뜻을 이룰 수 없었고 비잔티움 제국의 황제 미카일 3세와 바실리우스 1세의 도움을 요청했다. 한편 비잔티움 제국 황제 바실리우스 1세는 그에게 자신의 아들과 루트비히가 이르멘가르트 사이에서 얻은 딸들 중의 한명을 결혼시키기로 제의하여 이를 받아들였다. 871년 그는 비잔티움 황제 바실리우스의 지원군에 힘입어 사라센족의 거점인 바리를 탈환하는 데 성공했다. 그러나 루트비히의 황제 지위를 로마 황제로 인정하느냐, 마느냐를 놓고 갈등하게 된다.
868년 3월 루트비히는 동로마의 바실리우스와 그의 아들과 자신의 딸 간의 혼담을 주고받았으나 곧 결렬되었다.
한편 869년에 동생 로타르 2세가 죽었는데, 이때 이탈리아인 루트비히는 남쪽으로 올라오는 사라센인을 상대해야 했으므로 로타르 2세의 유산 상속에 참석하지 못했다. 로타르의 영토인 로타링기아를 자기의 땅으로 만들지 못하고 870년는 두명의 삼촌 독일왕 루트비히와 대머리 카를이 메르센 조약으로 그 땅을 차지하고 말았다. 루트비히는 두 삼촌에 대해 전쟁을 벌였지만 실패하고, 베네벤토 공국을 북부 이탈리아로 편입하는 선에서 종전하였다. 그러는 동안 비잔티움 황제 바실리우스와도 사이가 벌어졌는데, 871년 사라센 군대를 이탈리아에서 몰아낸 직후, 바실리우스는 루트비히를 단순히 프랑크 왕이라고만 불렀고, 루트비히는 스스로를 "로마인의 황제"(Imperator Romaorum)로 칭하여 갈등이 있었다. 동로마에서는 프랑크 족 군대의 무절제함과 게으름을 지적하면서 경멸적인 서신을 보내왔다. 루트비히는 자신이 비잔티움 황제에게 모욕당했다고 여겨, 동로마 제국 언어로 자신이 로마인의 황제임을 강조했다. 동로마에서는 샤를마뉴가 불법으로 로마 황제를 칭한다고 반박했고, 공식 외교문서 외에 공석, 사석에서도 루트비히를 프랑크의 황제(Basileus Phrangias)라고 불렀다. 동로마 제국은 자신이 로마 제국의 적통이라 주장했었고, 바실리우스 1세는 로타르의 임페라토르 아우구스투스의 지위를 인정할 수 없다고 주장했다. 바실리우스 1세는 샤를마뉴의 황제로서의 지위는 합법적인 지위가 아니라고 명시하였다. 한편 서프랑크 왕국에서도 그를 황제라 칭하지 않고, "이탈리아 황제"(imperator Italiae)로 불렀다.
871년 8월 병석에서 일어나 다시 정무를 주관하였다. 871년 8월 루트비히 2세는 베네벤토에 가서 다시 사라센 원정을 준비하려 했으나, 베네덴토 공작 아델히스(Adelchis of Benevento)에 의해 감옥에 감금당했다. 같은 달 사라센인들이 대규모 군사를 이끌고 이탈리아에 상륙했고, 사라센을 막는 일이 급했던 아델히스는 다시는 베네벤토에 쳐들어오지 않고, 감금한 것에 대한 보복하지 않는 조건으로 루트비히를 풀어주었다. 
한편 루트비히 2세는 이탈리아]를 요구하는 동로마 제국 황제 바실리우스 2세와 협상을 벌였다. 그러나 비잔티움 제국 측에서는 이탈리아는 원래 로마 제국의 것이었다며, 로마인의 혈통도 아니고 프랑크족의 후손인 그에게는 로마 지역 통치권이 없다고 반박했다. 이탈리아 남부에 대한 동로마 제국의 영향력은 역시 동로마 제국을 종주국으로 보든 베네벤토의 롬바르드 공작령의 도움으로 탄탄했고, 대(大) 니케포루스 포카스 등은 수시로 이탈리아를 방문했다. 루트비히 2세는 바실리우스 1세의 행동은 무효이자 신의를 저버리는 것이라 비판했지만 바실리우스 1세는 이를 듣지 않고, 계속 이탈리아의 영유권을 주장하고 이탈리아 지방은 칼라브리아와 랑고바르디아라는 두 속주로 나누었다.

### 최후
루트비히는 타렌툼 및 이탈리아의 서남부 해변에서 사라센족을 완전히 몰아내고 칼라브리아 지역 등을 사라센의 영향력에서 회복하려 하였으나 끝내 실패하였다. 동로마 제국의 황제 바실리우스 2세는 점차 이탈리아인 루트비히에게 보내는 편지에 왕(Rex) 또는 레가(Rega), 바실리우스, 혹은 왕 또는 자칭 프랑크족과 롬바르드족의 황제에게 라는 식으로 칭하였다.
베네벤토의 공작 아델히스는 사라센 용병들을 고용하여 그에게 저항했다. 871년 8월 루트비히는 군사를 일으켜 베네벤토의 공작인 아델키스와 싸웠지만, 같은 달 베네벤토 공국의 육군 병사에 의해 포로가 되었고, 다시는 공작령을 침범하거나 개입하지 않는다는 서약을 한 뒤에야 풀려날 수 있었다. 또한 이탈리아 북부의 일부를 베네벤토 공국에 넘겨주어야 했다. 루트비히는 자신의 서약을 공개했다. 이탈리아인 루트비히가 베네벤토에 억류되어 있을 때 그가 죽었다는 소문이 전파되었다. 바로 서프랑크의 대머리 카를 2세와 동프랑크의 독일인 루트비히는 바로 이탈리아로 군대를 보냈짐나, 생존해 있던 이탈리아인 루트비히는 그들의 군대를 물리쳤다. 그러나 872년 5월 18일 교황 하드리아노 1세는 루트비히에게 다시 제관을 수여한 뒤, 그 서약을 지키지 않아도 된다고 선언하였다. 이에 힘입어 그는 카푸아의 사라센족을 몰아내고, 다시 베네벤토 공작을 응징하려 했으나 베네벤토 공작 응징은 실패하고 북부 이탈리아로 물러났다.
루트비히는 베네벤토 원정을 준비하던 중 875년 8월 12일 롬바르디아 브레시아 근처 게디(Ghedi)에서 죽었다. 아들이 없던 이탈리아인 루트비히는 유언으로 독일인 루트비히의 아들이며, 자신의 처남이자 사촌인 바이에른의 카를로만을 후계자로 지목하였다. 그의 시신은 밀라노의 성 암브로시우스 교회에 본당 왼쪽 벽에 안치되었다.

### 사후
첫 부인인 낭트의 엔겔베르그에게서 얻은 두 아들은 어려서 요절하였다. 적통 남자 후계자가 없던 이탈리아의 루트비히는 죽으면서 사촌 동프랑크의 카를만을 후계자로 지명하였다. 그러나 서프랑크의 대머리 카를 2세가 알프스를 넘어 그해 12월 신성 로마 제국 황제관을 차지하고 돌아갔다. 삼촌 독일인 루트비히와 사촌 카를만은 반발했고 다시 독일인 루트비히, 대머리 카를이 연이어 사망할 때까지 내전은 계속되었다.
한편 이탈리아인 루트비히의 사망 소식을 처음 접한 것은 서프랑크의 대머리 카를 2세라 한다.
후일 그의 아내 엥겔베르가는 사위 보소 5세가 프로방스에서 왕으로 즉위하는 것을 지지했다가, 분노한 비만왕 카를 3세에 의해 879년 10월 15일 체포되어 슈바벤으로 추방되었다가, 882년 이탈리아로 돌아와 여생을 보냈다.
그가 손에 넣으려던 이탈리아 동남부 바리 일대는 875년 이후 이탈리아의 왕좌를 차지했던 그의 후임자들이 더 이상 관여하지 못해, 결국 동로마 제국령으로 넘어가게 된다. 또한 칼라브리아는 그의 사후 바로 동로마 제국의 종주권을 인정하고 그에 편입되었다.

## 가계

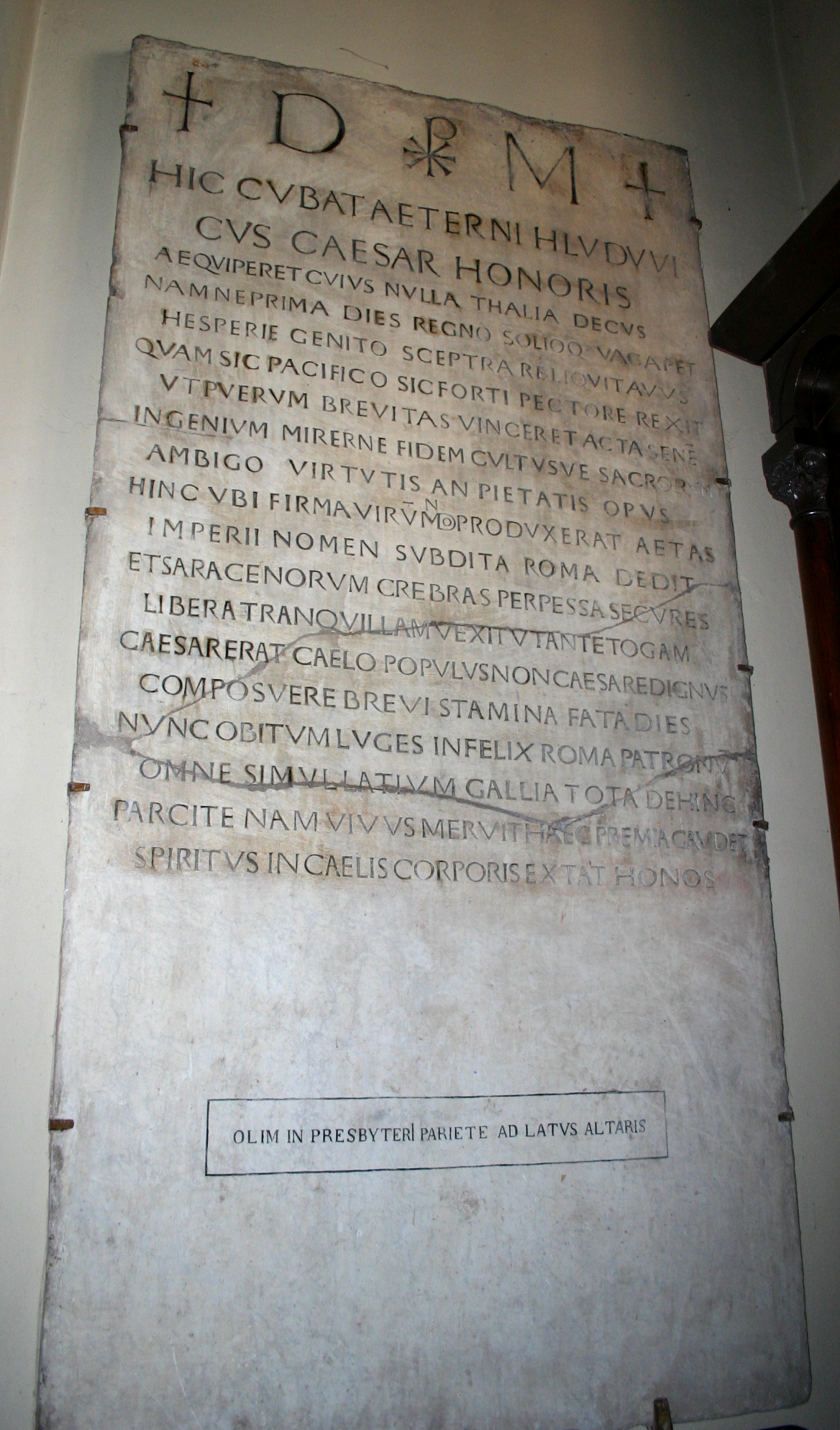
루트비히 2세의 석관묘

같은 이름을 가진 두 명의 루트비히 2세는 할아버지 경건왕 루트비히의 셋째 아들인 동프랑크 국왕과, 또다른 손자이자 배다른 삼촌 대머리왕 카를의 아들이다. 이들은 모두 루트비히의 할아버지인 프랑크 왕국 총괄 국왕 루트비히 1세 경건왕에게서 계산했을 때, 각각 루트비히 2세가 되는 것이다.
- 조부 : 루트비히 1세 경건왕
- 부왕 : 로타르 1세(795년~855년): 중프랑크 왕(818~855), 신성로마황제(840~855)
- 어머니 : 이르멘가르트
  - 누이 : 이르멘가르트
  - 매형 : 바이에른의 카를만, 숙부 독일왕 루트비히, 루트비히2세의 아들이자 사촌형제
  - 동생 : 로타르 2세(835~869), 로타링기아의 왕
  - 동생 : 프로방스의 샤를(?~863), 부르고뉴와 프로방스의 왕(856~863)
- 숙부 : 페펭(797년~838년) : 아키텐의 왕 피핀이라고도 부른다.
- 숙부 : 루트비히 2세(805?–875?, 876?) : 바이에른의 왕(817~875),동 프랑크 왕(843~875), 루트비히 독일왕이라도 부름
- 숙부 : 대머리 카를, 카롤루스 2세(823~877) : 서프랑크 왕(840~877), 신성로마황제(875~877)
- 부인 : 낭트의 엥겔베르가(Engelberga 또는 Angilberga, ? - 896년/901년 3월 23일 사망)
  - 아들 : 루트비히, 요절
  - 아들 : 카를, 요절
- 부인 : 이르멘가르트(Irmangard), 숙부 독일왕 루트비히, 루트비히2세의 딸이자 사촌여동생, 사촌 바이에른의 카를만에게 여동생을 시집보내 겹사돈을 맺음
  - 딸 : 기셀라(Gisela, 852년 또는 855년 ~ 868년 4월 28일), 브레시아의 산 살바토레의 수녀원 원장
  - 딸 : 이르멘가르트(Ermengard de Italy, 852년 또는 855년 ~ 896년), 보소와 결혼
  - 사위 : 보소 5세
    - 외손자 : 맹인왕 루트비히
- 부인 : 스폴레토의 이르멘베르가(Irmanberga, 830년 ~ ?)
- 기타
  - 서자 : 카를로만(Carloman)

## 같이 보기
- 베르덩 조약
- 리베몽 조약
- 메르센 조약

## 참고 자료
- Annales Bertiniani and Chronica S. Benedicti Casinensis, both in the Monumenta Germaniae Historica. Scriptores, Bände i. and iii. (Hanover and Berlin, 1826 fol.)
- Muhlbacher, E. Die Regesten des Kaiserreichs unter den Karolingern (Innsbruck, 1881)
- Sickel, T. Acta regum et imperatorum Karolinorum, digesta et enarrata (Vienna, 1867—1868)
- Dummler, E. Geschichte des ostfrankischen Reiches (Leipzig, 1887—1888).
- Oman, Charles. The Dark Ages 476–918. London: Rivingtons, 1914.
- Rudolf Schieffer: Die Zeit des karolingischen Grossreichs, 714 – 887 in: Bruno Gebhardt: Handbuch der deutschen Geschichte Band 2. Klett-Cotta, Stuttgart 2005, 10. völlig neu bearbeitete Auflage, ISBN 3-608-60002-7, S. 144

| 전임 로타르 1세 | 이탈리아 왕 839년-875년 | 후임 카를 대머리왕 |

| 전임 로타르 1세 | 중 프랑크 왕 855년-875년 | 후임 (왕국 해체) |

| 전임 로타르 1세 | 신성 로마 제국 황제 855년-875년 | 후임 카를 대머리왕 |

| 전임 프로방스의 샤를 | 프로방스의 왕 863년 - 875년 | 후임 카를 대머리왕 |

| 전임 로타르 2세 | 부르군드의 왕 869년 - 875년 | 후임 카를 대머리왕 |

.